# 검은빛땃쥐
검은빛땃쥐 또는 검은빛흰이땃쥐(Crocidura nigricans)는 땃쥐과에 속하는 포유류의 일종이다. 앙골라의 토착종이다.